# العلاج بالترطيب عالي التدفق الساخن
العلاج بالترطيب عالي التدفق الساخن (HHHF)، يُسمى أيضًا بالعلاج بالقنية الأنفية عالية التدفق (HFNC) أو الأكسجين الأنفي عالي التدفق (HFNO)، هو أحد أنواع طرق الدعم التنفسي التي توفر تدفقًا عاليًا (ليترات في الدقيقة) من الغاز الطبي للمريض من خلال وُجيهة (قنية أنفية) تمر عبر مجرى الهواء العلوي. تكون درجة حرارة الغاز المطبق متناسبة مع درجة حرارة جسم الإنسان (37 درجة مئوية) ويُرطّب ليناسب ضغط البخار المثالي للجسم. يُستخدم عند مرضى المشاكل التنفسية الحادة والمزمنة، وهو خيار مناسب لعلاج المرضى الذين يعانون من إصابة شديدة أو حرجة من فيروس كوفيد-19.
العامل المتغير في التجربة هو الجزء الكسري للأكسجين المستنشق.

## الاستخدامات الطبية
يعد العلاج عالي التدفق مفيدًا عند المرضى الذين يتنفسون تلقائيًا ولكنهم يعانون من جهد متزايد أثناء التنفس. تعتبر حالات مثل فشل الجهاز التنفسي العام، وتفاقم الربو، وتفاقم مرض الانسداد الرئوي المزمن، والتهاب القصيبات، والالتهاب الرئوي، وقصور القلب الاحتقاني حالات محتملة لاستخدام العلاج عالي التدفق. استُخدم هذا العلاج عند المرضى الذين يتنفسون تلقائيًا أثناء التخدير العام لتسهيل جراحة انسداد المجرى الهوائي.

### الأطفال حديثي الولادة
أظهر العلاج عالي التدفق أنه مفيد في غرف العناية المركزة لحديثي الولادة عند الأطفال الخدج المصابين بمتلازمة الضائقة التنفسية للرضع، لأنه يغني بالنسبة للعديد من الأطفال عن الحاجة إلى التهوية الاصطناعية عن طريق التنبيب، ويسمح للجهاز بتوفير مستويات منخفضة من ضغط الأكسجين الجزئي، وبالتالي يقلل من خطر الإصابة باعتلال الشبكية الخداجي والتسمم بالأكسجين.
نظرًا لانخفاض الضغط الناتج عن الجهد اللازم للتنفس، يمكن لجسم الأطفال حديثي الولادة صرف هذه الطاقة التي يوفرها الجهاز في عمليات مهمة أخرى مثل التمثيل الغذائي، مما سيؤدي في النهاية إلى تقليل أيام استخدام جهاز التنفس الصناعي، وزيادة الوزن بشكل أسرع، ونقص مدة الإقامة في المستشفى بشكل عام.
طُبّق علاج التدفق العالي بنجاح عند الرضع والأطفال الأكبر سنًا. تعمل القنية على تحسين الضائقة التنفسية وتشبع الأكسجين وراحة المريض. تعمل عن طريق تطبيق ضغط إيجابي وخفيف في مجرى الهواء وحجم الرئة الطوعي.

### الفوائد
يمكن للطبيب أن يزود المريض بضغط أكسجين جزئي أعلى مما هو ممكن في تقنيات أخرى (مثل طرق توصيل الأكسجين دون استخدام قناع غير قابل لعودة التنفس أو التنبيب الرغامي). يسهل الترطيب الساخن لغازات التنفس التخلص من الإفرازات، ويقلل من تطور أعراض فرط استجابة الشعب الهوائية. يستفيد بعض المرضى الذين يحتاجون إلى دعم تنفسي للتشنج القصبي من الهواء الذي يوصله العلاج بالترطيب بدون أكسجين إضافي. يُعد العلاج بالترطيب عالي التدفق الساخن مفيدًا في علاج انقطاع النفس النومي. إذ يمكن أن يتحدث المريض أثناء العلاج. نظرًا لأن هذا العلاج غير جراحي، فإنه يتجنب خطر الإصابة بالالتهاب الرئوي المرتبط بأجهزة التنفس الصناعي في المواقف التي يمكن أن يحل فيها محل استخدام جهاز التنفس الصناعي.
لا يؤثر استخدام التدفق الأنفي العالي في حالات الفشل التنفسي الناجم عن نقص أكسجين الدم على الوفيات أو مدة الإقامة سواء في المستشفى أو في وحدة العناية المركزة. ومع ذلك، يقلل من الحاجة إلى التنبيب الرغامي (بنسبة 15%) ودعم الجهاز التنفسي. على أي حال، تُعتبر موثوقية هذه النتائج منخفضة، لأن الدراسات المختلفة كانت أقل دقة مما يجب أن تكون عليه. يشعر الأشخاص الذين يطبقون العلاج بالترطيب عالي التدفق بمزيد من الراحة وبضيق أقل في التنفس، وهناك القليل من الأدلة على حدوث ضرر.